# Dudley Moore

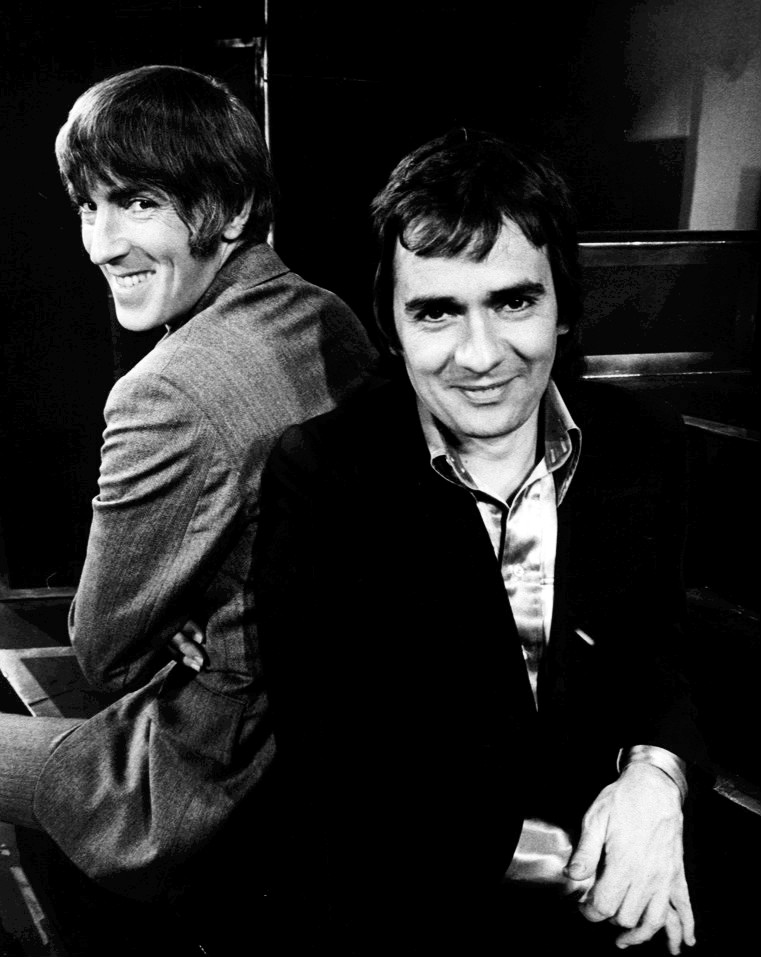
Peter Cook cu Dudley Moore în 1974

Dudley Stuart John Moore, CBE (n. 19 aprilie 1935 - d. 27 martie 2002) a fost un actor, comediant, compozitor și muzician englez.
Moore a atras pentru prima dată atenția ca unul din cei patru scriitori-interpreți ai Beyond the Fringe la începutul anilor '60 și a devenit faimos ca parte a popularului duo format cu Peter Cook. Faima sa ca actor de comedie a fost mai târziu accentuată de o serie de succese la Hollywood prin filme ca 10 cu Bo Derek și Arthur de la sfârșitul anilor '70 și începutul anilor '80, respectiv. A fost cunoscut adesea ca "Cuddly Dudley" sau "The Sex Thimble" datorită staturii sale reduse.
Nominalizat la Premiul Oscar pentru cel mai bun actor pentru rolul din Arthur (1981)
A încetat din viață în 27 martie 2002, în New Jersey, la vârsta de 66 de ani, din cauza unei penumonii, dar pe fondul unei boli grave, incurabile, de care suferea de mai mulți ani.

## Filmografie
- Flatland (1965) (scurtmetraj)
- The Wrong Box (1966)
- Bedazzled (1967)
- 30 Is a Dangerous Age, Cynthia (1968)
- The Bed-Sitting Room (1969)
- Monte Carlo or Bust! (1969)
(aka Those Daring Young Men in Their Jaunty Jalopies)
- Alice's Adventures in Wonderland (1972)
- The Hound of the Baskervilles (1978)
- Foul Play (1978)
- 10 (1979)
- BBC Horizon: "It's About Time"  (1979)
- Derek and Clive Get the Horn (1979)
- The Muppet Show (1980) (TV)
- Wholly Moses! (1980)
- Arthur (1981)
- Six Weeks (1982)
- Lovesick (1983)
- Romantic Comedy (1983)
- Unfaithfully Yours (1984)
- Micki + Maude (1984)
- Best Defense (1984)
- Santa Claus: The Movie (1985)
- Like Father Like Son (1987)
- Arthur 2: On the Rocks (1988)
- The Adventures of Milo and Otis (1989)
- Crazy People (1990)
- Orchestra! (1991) (TV)
- Blame It on the Bellboy (1992)
- Really Wild Animals (1993)
- Dudley (1993)
- Concerto! (1993) (TV)
- Daddy's Girls (1994) (TV)
- Parallel Lives (1994)
- Oscar's Orchestra (1994)
- The Disappearance of Kevin Johnson (1995)
- A Weekend in the Country (1996)
- The Mighty Kong (1998)